# 多特里峰
多特里峰（英語：Daughtery Peaks）是南極洲的山峰，位於維多利亞地的博克格雷溫克海岸，海拔高度2,680米，美國地質調查局根據測量和美國海軍拍攝的空中照片繪入地圖，現時由南極條約體系管理。